# Șoferul Doamnei Daisy
Șoferul Doamnei Daisy (titlu original: Driving Miss Daisy) este un film american de dramă și comedie din 1989 regizat de Bruce Beresford și cu scenariul scris de Alfred Uhry, bazat pe piesa de teatru cu același nume a lui Uhry. Filmul îi are în rolurile principale pe Jessica Tandy, Morgan Freeman, și Dan Aykroyd. Freeman și-a reluat rolul din producția Off-Brodway cu același nume. Acțiunea se desfășoară pe parcursul a 25 de ani, în care sunt prezentate momente din viața lui Daisy și a șoferului acestuia acasă, relațiile acesteia cu prietenii, familia, temerile și preocupările sale.
La Gala Premiilor Oscar din 1990, „Driving Miss Daisy” a primit nouă nominalizări și a câștigat Premiul Oscar pentru cel mai bun film, Cea mai bună actriță (Jessica Tandy), Cel mai bun machiaj și Cel mai bun scenariu adaptat. La vârsta de 81 de ani, Jessica Tandy a devenit cea mai bătrână actriță care a câștigat un Premiu Oscar.

## Distribuție
- Morgan Freeman - Hoke Colburn
- Jessica Tandy - Daisy Werthan
- Dan Aykroyd - Boolie Werthan
- Patti LuPone - Florine Werthan
- Esther Rolle - Idella
- Joann Havrilla - Miss McClatchey
- William Hall Jr. - Oscar
- Muriel Moore - Miriam
- Sylvia Kaler - Beulah
- Cristal R. Vulpe - Katie Bell

## Recepție

### Încasări
„Șoferul Doamnei Daisy” a fost lansat pentru prima dată 15 decembrie 1989, având încasări de 73.745$ din trei teatre. A fost lansat la nivel mondial pe 26 ianuarie 1990, câștigând 5.705.721$ în weekend-ul de deschidere în 895 teatre. Filmul a avut încasări totale de 106.593.296$ în America de Nord și 39.200.000$ în alte teritorii, adunând în total 145.793.296.

### Reacția criticilor
„Șoferul Doamnei Daisy” a fost bine primit de critici, care au apreciat rolurile lui Morgan Freeman și Jessica Tandy. Filmul are un scor de 81% pe agregatorul Rotten Tomatoes bazat pe comentariile a 59 de criticii, cu un scor mediu de 7.2/10. Pe Metacritic are 81 din 100. Publicul sondat de CinemaScore i-a acordat nota „A+”.

## Legături externe
- Șoferul Doamnei Daisy la Internet Movie Database
- Driving Miss Daisy la TCM Movie Database
- Șoferul Doamnei Daisy la Allmovie
- Șoferul Doamnei Daisy la Box Office Mojo